# Полтергейст 3
«Полтергейст 3» (англ. Poltergeist III) — американський надприродний фільм жахів 1988 року режисера Гері Шермана. Продовження фільму «Полтергейст 2».

## Синопсис
Молода Керол Енн Фрілінг живе в квартирі своїх тітки й дядька в чиказькому Джон Генкок Центрі, в яку повертаються злі духи.

## У ролях
| Актор             | Роль                    |
| ----------------- | ----------------------- |
| Хізер О'Рурк      | Керол Енн Фрілінг       |
| Том Скеррітт      | Брюс Гарднер            |
| Ненсі Аллен       | Патрісія Вілсон-Гарднер |
| Лара Флін Бойл    | Донна Гарднер           |
| Зельда Рубінштейн | Тангіна Барронс         |
| Нейтан Девіс      | преподобний Генрі Кейн  |

## Виробництво

### Розробка
Сценарист і режисер Гарі Шерман підготував оригінальний сценарій «Полтергейста III» разом зі сценаристом Браяном Таггертом, з яким він працював над фільмом «Взяти живим або мертвим» (1987). Шерману здалося, що ідея міської обстановки така ж страшна, як і ізольоване передмістя: «по той бік стіни є люди, і нікого не хвилює, що ви в біді». Крім того, на Шермана вплинув роман Льюїса Керролла «Аліса в Задзеркаллі», який послужив основою для оповіді фільму, зокрема, використання дзеркал як сюжетного прийому.
Розробка фільму була оголошена в листопаді 1986 року.

### Кастинг
Том Скеррітт зіграв роль Брюса, менеджера чиказького багатоквартирного будинку, а Ненсі Аллен — Пет, дружину Брюса і тітку Керол Енн, яка стає її тимчасовим опікуном. Хізер О'Рурк і Зельда Рубінштейн повернулися до своїх ролей. Під час зйомок О'Рурк проходила курс лікування від хвороби Крона, що вимагало ін'єкцій кортизону; це призвело до набряків на обличчі, які були помітні у фільм.
Крейга Т. Нельсона попросили знову зіграти Стіва Фрілінга, але він відмовився, сказавши, що двох разів достатньо.

### Зйомки
Зйомки розпочалися 6 квітня 1987 року і завершилися в червні. Зйомки проходили по всьому Чикаго. Джон Генкок Центр слугував центральною висотною будівлею, додаткові зйомки відбувалися в Центрі Джорджа Веллінгтона та школі Френсіса В. Паркера, яка заміняла середню школу Донни.
За словами актриси Ненсі Аллен, однією з перших сцен, в якій вона знялася, була фінальною, в якій вона та персонажі Скеррітта намагаються піднятися на будівлю на платформі для миття вікон.

#### Спецефекти
На відміну від попередніх фільмів, майже всі спецефекти виконувалися на сцені під час зйомок. Єдиним візуальним ефектом, доданим на етапі постпродакшну, стала блискавка, що спалахує над Джон Генкок Центром у фінальному кадрі картини. Шерман сам розробив спеціальні візуальні ефекти. 13 травня 1987 року під час зйомок сцени засніженої парковки Mid America Plaza в Оукбрук-Террас вибух спецефектів спричинив загоряння шести вкритих пінополістиролом автомобілів. Під час пожежі постраждали ремонтний працівник і двоє пожежників, а збитки, завдані будівлі, оцінюються в 250 000 доларів США.

## Випуск
«Полтергейст 3» вийшов 10 червня 1988 року в США. Смерть О'Рурк ускладнила маркетингову кампанію фільму, яку проводила компанія MGM, побоюючись, що її смерть може бути сприйнята як експлуатація. Скеррітту та Аллен не рекомендували давати інтерв'ю про фільм, щоб уникнути запитань про смерть О'Рурка.

## Зовнішні посилання
- Poltergeist III на сайті IMDb (англ.)
- Poltergeist III на сайті Rotten Tomatoes (англ.)